# Manuel de la Plata Rodríguez
Manuel de la Plata Rodríguez (Armilla, Granada, 10 de julio de 1958) es un político español perteneciente al PSOE.

## Biografía
Ocupó el cargo de senador por la provincia de Granada en el periodo comprendido entre 1993-1996 (V legislatura) y 1996-2000 (VI legislatura). Además fue alcalde de la ciudad de Loja en la legislatura comprendida entre 1991 y 1995 siendo representante en la Comisión de Medio Ambiente de la Ejecutiva de la Federación Andaluza de Municipios y Provincias -FAMP- . Posteriormente pasó a la administración autonómica donde ha ocupado diversos direcciones generales como la de Voluntariado y la de Administraciones Públicas, retirándose de la política en el año 2010. Casado con dos hijos, su profesión es profesor de primaria.